# Oliver Kelaart
Oliver James Kelaart Torres (syng. ඔලිවර් කෙලාර්ට්; ur. 16 kwietnia 1998 w Melbourne) – lankijski piłkarz hiszpańskiego pochodzenia grający na pozycji skrzydłowego w islandzkiej drużynie Knattspyrnufélagið Haukar oraz reprezentacji Sri Lanki. W swojej karierze grał także w hiszpańskich klubach: Orihuela CF i CD Calamonte oraz innych islandzkich: Hvöt Blönduós, Knattspyrnudeild Keflavík, Þróttur Vogum i Ungmennafélag Njarðvíkur. W drużynie narodowej zadebiutował 22 marca 2024 w meczu z Papuą-Nową Gwineą. 25 marca zdobył swoją pierwszą bramkę w kadrze przeciwko z Bhutanowi.